# Inlandszahlungsverkehr
Der Inlandszahlungsverkehr (Abkürzung: IZV; auch nationaler Zahlungsverkehr) ist im Finanzwesen ein Teil des Zahlungsverkehrs, der innerhalb eines Staates stattfindet. Pendant ist der internationale Zahlungsverkehr.

## Allgemeines
Zahlungsvorgänge im Inlandszahlungsverkehr finden innerhalb einer Volkswirtschaft statt. Für Helmut Lipfert umfasste der Begriff 1960 alle Zahlungen zwischen den Wirtschaftssubjekten des gleichen Währungsgebiets. Da aber das Währungsgebiet auch mehrere Staaten umfassen kann (wie beispielsweise beim Euroraum), ist es erforderlich, den Begriffsinhalt des Inlandszahlungsverkehrs auf einen Staat zu begrenzen. Zahlungsvorgänge, die sich innerhalb der Landesgrenzen abspielen, sind nationaler Zahlungsverkehr.

## Arten
Im Inlandszahlungsverkehr sind drei Zahlungsarten möglich:
- Barzahlung: Zahlungspflichtiger und Zahlungsempfänger tauschen gegenseitig direkt Bargeld. Kreditinstitute sind nicht involviert.
- Halbbare Zahlung: Einer der Beteiligten muss ein Bankkonto besitzen. Entweder zahlt der Zahlungspflichtige durch Bareinzahlung bei einem Kreditinstitut auf ein Girokonto des Zahlungsempfängers oder der Zahlungspflichtige zahlt über sein Girokonto Buchgeld, das der Zahlungsempfänger als Barauszahlung erhält.
- Bargeldlose Zahlung: Beide Beteiligte müssen ein Girokonto unterhalten. Es wird nur Buchgeld bewegt, denn der Zahlungspflichtige überträgt aus seinem Guthaben (oder aus einer Kreditlinie) den Zahlungsbetrag von seinem Kreditinstitut auf das des Zahlungsempfängers, der eine Gutschrift erhält.

Buchgeld ist nicht-physisches Geld, das über Konten abgewickelt und durch Buchung von Kreditinstituten übertragen wird.

## Rechtsfragen
Die Deutsche Bundesbank sorgt gemäß § 3 BBankG als Zentralbank der Bundesrepublik Deutschland unter anderem für die bankmäßige Abwicklung des Zahlungsverkehrs im Inland und mit dem Ausland und trägt zur Stabilität der Zahlungs- und Verrechnungssysteme bei.
Der Inlandszahlungsverkehr beruht in Deutschland und den EU-Mitgliedstaaten auf dem Zahlungsdiensterecht. Ursprung des EU-weiten Zahlungsdiensterechts war die erste EU-Zahlungsdiensterichtlinie vom November 2007. Die Umsetzung der EU-Zahlungsdiensterichtlinie im Jahr 2009 hat das nationale Zahlungsverkehrsrecht maßgeblich geändert und inhaltlich neu reguliert. 
Seitdem ist zumindest das Rechtsverhältnis zwischen Zahlungsdienstnutzer und Zahlungsdienstleister insbesondere im Zahlungsdiensteaufsichtsgesetz (ZAG) umfassend gesetzlich geregelt. Hiernach wird das Zahlungsgeschäft in § 1 Abs. 1 Satz 2 Nr. 3 ZAG definiert als „die Ausführung von Zahlungsvorgängen einschließlich der Übermittlung von Geldbeträgen auf ein Zahlungskonto beim Zahlungsdienstleister des Nutzers oder bei einem anderen Zahlungsdienstleister durch die Ausführung von Lastschriften (Lastschriftgeschäft), die Ausführung von Zahlungsvorgängen mittels einer Zahlungskarte oder eines ähnlichen Zahlungsinstruments (Zahlungskartengeschäft) und die Ausführung von Überweisungen einschließlich Daueraufträgen (Überweisungsgeschäft)“. Bei den verschiedenen Instrumenten des bargeldlosen Zahlungsverkehrs stehen die Überweisung (Echtzeitüberweisung) und die Lastschrift im Vordergrund. Bei der Banküberweisung liegt die Initiative für den Zahlungsvorgang beim Schuldner (Zahler). Das Gegenstück der Überweisung ist die Lastschrift. Hier hat es der Gläubiger (Zahlungsempfänger) in der Hand, seine Forderungen einzuziehen. Grundlage ist eine entsprechende Lastschriftabrede.
Kern des Zahlungsdiensterechts sind die Bestimmungen der §§ 675c ff. BGB. Auf einen Geschäftsbesorgungsvertrag, der die Erbringung von Zahlungsdiensten zum Gegenstand hat, sind nach dieser Vorschrift die §§ 663 BGB, § 665 BGB bis § 670 BGB und § 672 BGB bis § 674 BGB entsprechend anzuwenden, soweit nichts Abweichendes bestimmt ist. Durch einen Einzelzahlungsvertrag wird der Zahlungsdienstleister verpflichtet, für die Person, die einen Zahlungsdienst als Zahler, Zahlungsempfänger oder in beiden Eigenschaften in Anspruch nimmt (Zahlungsdienstnutzer), einen Zahlungsvorgang auszuführen (§ 675f BGB).

## Geschichte
Übertragbares Buchgeld gab es erstmals mit der Mark Banco, die um 1621 von der Hamburger Bank für ihre Kunden eingeführt wurde. Es handelte sich um eine regionale Rechenwährung für Zahlungszwecke. In Deutschland entwickelte sich der überregionale Inlandszahlungsverkehr vor 1900 durch „Girozahlungen“ über die Reichsbank. Ihr Präsident Richard Koch erläuterte Girozahlungen als Vermittlung von Zahlungen unter den Kunden durch Ab- und Zuschreibungen in den Bankbüchern auf der Grundlage der Depositen. Seit Januar 1909 trug der Postscheckverkehr zur Vergrößerung des Inlandszahlungsverkehrs bei, im selben Jahr beteiligten sich die Sparkassen am zunehmenden Giroverkehr. Schon 1913 betrug der Anteil des Buchgeldes an der gesamten Geldmenge bereits 88 %.
Da sich der Inlandszahlungsverkehr seit 1957 zum Massengeschäft entwickelte, hat die deutsche Kreditwirtschaft ab 1976 Maßnahmen zur Kostensenkung ergriffen. Der kostenintensive beleggebundene Zahlungsverkehr wurde durch den beleglosen elektronischen Massenzahlungsverkehr abgelöst; der moderne Inlandszahlungsverkehr findet durch Online Banking statt. Immer größere Bedeutung gewinnen Kartenzahlungen durch Kredit- und Debitkarten sowie elektronische Zahlungsverkehrssysteme, die Barzahlungen, nicht aber Überweisung und Lastschrift, mehr und mehr ersetzen.

## Wirtschaftliche Aspekte
Gesetzliches Zahlungsmittel im Inlandszahlungsverkehr ist die Inlandswährung in Form von Bargeld. Über Buchgeld kann zum Zwecke der Zahlung durch Echtzeitüberweisung, Guthabenkarte, Kartenzahlung, Lastschrift, Überweisung oder Zahlschein verfügt werden. Reiseschecks sind völlig, Schecks und Wechsel weitgehend als Zahlungsmittel verschwunden. Zahlungsgrund sind Gegenleistungen aus Geldschulden (beispielsweise die Kaufpreiszahlung aus einem Kaufvertrag, Tilgung von Verbindlichkeiten) oder einseitige Transferleistungen (Schenkung, Sozialhilfe).

## Statistik
Die Statistik der Bundesbank zeigt im Inlandszahlungsverkehr folgende Entwicklung:
| Zahlungsart     | 2019 in Mrd. € | 2020 in Mrd. € |
| --------------- | -------------- | -------------- |
| Überweisungen   | 2.537          | 2.794          |
| Lastschriften   | 791            | 782            |
| Kartenzahlungen | 103            | 112            |
| Schecks         | 48             | 35             |
| Gesamt          | 3.480          | 3.725          |

Wechsel werden in der Statistik nicht mehr erwähnt, Scheckzahlungen sind unbedeutend und weiter rückläufig.

## International
Da sich der Zahlungsverkehr in der Eurozone aufgrund der Euro-Währungsumstellung im Januar 2002 faktisch zu einem Inlandszahlungsverkehr entwickelt hat, dürfen die Kreditinstitute aufgrund der Verordnung (EG) Nr. 924/2009 vom 16. September 2009 über grenzüberschreitende Zahlungen in der Gemeinschaft bis zum Zahlungsbetrag in Höhe von 50.000 Euro lediglich den Inlandsüberweisungen entsprechende Inlandsgebühren für Auslandsüberweisungen in Euro berechnen (Art. 3). Nach Art. 2 Nr. 1 dieser Verordnung ist die Inlandszahlung als ein elektronisch verarbeiteter Zahlungsvorgang definiert, „der von einem Zahler oder von einem oder über einen Zahlungsempfänger ausgelöst wird und bei dem der Zahlungsdienstleister des Zahlers und der Zahlungsdienstleister des Zahlungsempfängers in ein und demselben EU-Mitgliedstaat ansässig sind“. Im Inlandszahlungsverkehr der EU-Mitgliedsstaaten ist üblicherweise die Zahlung in Euro, in anderen Staaten in der jeweiligen Inlandswährung denominiert.